# Кемах (Дагестан)
Кемах — бывшее село в Дербентском районе Дагестана .

## Географическое положение
Располагалось на склоне г. Денделеух (354 м), в 12 км к западу от города Дербент.

## Население
| Год       | 1895 | 1908 | 1926 | 1939 |
| --------- | ---- | ---- | ---- | ---- |
| Население | 383  | 281  | 426  | 448  |

По переписи 1926 года в селе проживало 426 человек (214 мужчин и 212 женщин), из которых: тюрки составляли 100 % населения.
В 1895 году село состояло из 63 дворов, население 383 человека, таты.

По официальной советской статистике основным населением села считались азербайджанцы. Ряд источников приводит сведения о том, что на самом деле село населяли таты-мусульмане перешедшие в общение между собой на азербайджанский язык и записанные в советских переписях как азербайджанцы. Так же, в отличие от окружающих азербайджанских сел, Кемах населяли азербайджанцы, исповедующие ислам суннитского толка,.
Так же, в начале 19 века село населяли турки. А в 12 веке в процессе арабского вторжения в Дагестан, село населяли османы и арабы. 